# Juantxo Elía
Juantxo Elía Vallejo (Pamplona, Navarra, 24 de enero de 1979) es un exfutbolista que debutó como portero en Osasuna en la Primera División.
Ha disputado dos encuentros internacionales amistosos con la selección de fútbol de Navarra y otros dos con la sub-20 de la selección española.

## Biografía
Se formó en la cantera de Osasuna, donde permaneció hasta la temporada 2002-03, en la que se marchó cedido al Ourense en Segunda División 'B'. A su regreso, debutó en el primer equipo de Osasuna en Primera División. Donde consiguió ser finalista de la Copa del Rey y la clasificación para la Liga de Campeones por primera vez en la historia de Osasuna. Al finalizar la temporada 2007-08 abandono su club de origen tras la finalización de su contrato, fichando por el Real Murcia.
Se retiró en 2010 debido a una lesión de espalda, cuando era portero del Real Murcia.

## Clubes
| Club        | País   | Categoría | Año       | PJ | Goles |
| ----------- | ------ | --------- | --------- | -- | ----- |
| Osasuna B   | España | 2.ªB      | 1997-1998 | 3  |       |
| Osasuna B   | España | 2.ªB      | 1998-1999 | 13 |       |
| Osasuna B   | España | 2.ªB      | 1999-2000 | 23 |       |
| Osasuna B   | España | 2.ªB      | 2000-2001 | 33 |       |
| Osasuna B   | España | 2.ªB      | 2001-2002 | 37 |       |
| Ourense     | España | 2.ªB      | 2002-2003 | 36 |       |
| Osasuna     | España | 1.ª       | 2003-2004 | 4  |       |
| Osasuna     | España | 1.ª       | 2004-2005 | 22 |       |
| Osasuna     | España | 1.ª       | 2005-2006 | 8  |       |
| Osasuna     | España | 1.ª       | 2006-2007 | 3  |       |
| Osasuna     | España | 1.ª       | 2007-2008 | 3  |       |
| Real Murcia | España | 2.ª       | 2008-2009 | 37 |       |
| Real Murcia | España | 2.ª       | 2009-2010 | 24 |       |

Debut en 1.ª División: 19 de octubre de 2003 C.A. Osasuna 2 – Real Murcia 1
| Temporadas 1.ª | Partidos 1.ª | Goles 1.ª | Partidos en Copa | Goles en Copa | Internacional |
| -------------- | ------------ | --------- | ---------------- | ------------- | ------------- |
| 5              | 40           | 58        | 16               | 15            | Ninguna       |